# Walter Kollmann
Walter Kollmann (17 giugno 1932 – 16 maggio 2017) è stato un calciatore austriaco, di ruolo difensore.

## Carriera

### Club
Ha giocato nella prima divisione austriaca con il Wacker.

### Nazionale
Ha partecipato ai Giochi Olimpici del 1952 ed a due edizioni dei Mondiali, nel 1954 e nel 1958.